# Trem Metropolitano de São Paulo
O Trem Metropolitano de São Paulo é um sistema ferroviário de trens suburbanos implantado na Região Metropolitana de São Paulo, atendendo a 23 dos seus 39 municípios. Possui 281 km de extensão, 7 linhas e 99 estações únicas (109 estações totais), transportando aproximadamente 2,4 milhões de passageiros por dia útil. Atualmente é operado pela estatal CPTM, que assumiu as linhas operadas pela CBTU em 1994 e pela Fepasa em 1996, e pela ViaMobilidade Linhas 8 e 9, que assumiu a administração das antigas linhas da Fepasa após concessão do governo estadual em 2022. A rede de trens metropolitanos de São Paulo é a maior do país em extensão e a segunda maior em movimento diário de passageiros, atrás apenas do Metrô de São Paulo.

## História

### Origem das linhas

#### Federais (SPR/EF do Norte/RFFSA/CBTU)
A história das ferrovias no estado de São Paulo remonta ao ano de 1867, com a construção da primeira ligação entre as cidades de Santos, São Paulo e Jundiaí pela São Paulo Railway, inaugurada em 16 de fevereiro de 1867, que atravessava o planalto paulista descendo a Serra do Mar. O primeiro serviço de trens suburbanos nessa ferrovia é datado de 1889, entre as estações Pirituba e Pilar, gradativamente ampliado ao longo dos anos entre Jundiaí e Paranapiacaba (encurtado até Rio Grande da Serra em 2001), constituindo as atuais linhas 7–Rubi e 10–Turquesa.
Na década de 1870, a Companhia São Paulo e Rio de Janeiro construiu a Estrada de Ferro do Norte, uma linha férrea que conectava São Paulo às cidades do Vale do Paraíba. Em 1890, esta ferrovia foi incorporada pela Estrada de Ferro Central do Brasil, passando a ligar a capital paulista ao Rio de Janeiro. O serviço de trens suburbanos dessa linha era realizado entre as estações do Norte e Mogi das Cruzes, constituindo o que atualmente é a Linha 11–Coral. Em 1921, começou a ser construída pela EFCB uma variante ao tronco principal chamado de Variante de Poá, entre as estações do Tatuapé e Calmon Viana. O serviço entrou em operação em 1934, e hoje forma em sua totalidade a Linha 12–Safira.
Em 1957, as ferrovias federais são unificadas numa única empresa estatal, a Rede Ferroviária Federal (RFFSA), entre elas a Estrada de Ferro Central do Brasil e a Estrada de Ferro Santos-Jundiaí (que substituiu a São Paulo Railway com o término da sua concessão em 1946). As operações de trens suburbanos da RFFSA de todo o país originaram, na década de 1970, a Empresa Brasileira de Transporte Urbano (EBTU), que se fundiu com a Empresa de Engenharia Ferroviária (ENGEFER), criando em 1984 a Companhia Brasileira de Trens Urbanos (CBTU), que na Grande São Paulo, era responsável por operar as linhas Noroeste-Sudeste, Leste (também chamada de Tronco) e Variante do sistema de trens suburbanos.

#### Estaduais (EFS/FEPASA)

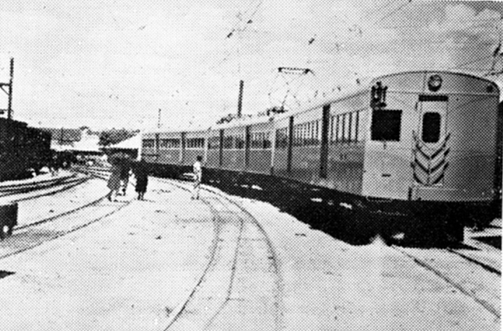
Trem-unidade elétrico (TUE) GE-Pulmann da Sorocabana, o primeiro implantado no subúrbio de São Paulo.

Em 1875, foi inaugurada a Estrada de Ferro Sorocabana, com uma ligação entre as cidades de São Paulo e Sorocaba, chamada de Linha Tronco. A EFS foi estatizada pelo Governo de São Paulo em 1919. Em 1934, entrou em operação um serviço de trens suburbanos entre as estações São Paulo e Mairinque (e mais tarde, encurtado até Amador Bueno), constituindo o que hoje é a Linha 8–Diamante.
Anos mais tarde, com o objetivo de encurtar a distância entre a capital paulista e a cidade de Santos, foi inaugurado em 1957 o Ramal de Jurubatuba, que interligava a Linha Tronco da EFS com a Linha Mairinque-Santos, entre as estações Imperatriz Leopoldina e Evangelista de Souza (sendo encurtado até Varginha), trecho hoje correspondente à Linha 9–Esmeralda.
Em 1971, a EFS foi unificada junto a outras ferrovias pertencentes a malha paulista para formar a Ferrovia Paulista S/A (Fepasa). A nova empresa criou então a Unidade Regional dos Subúrbios, posteriormente renomeada Diretoria Regional Metropolitana (Fepasa DRM), que era uma divisão que administrava o transporte de passageiros dentro das regiões metropolitanas do estado de São Paulo. Na Grande São Paulo, era responsável por operar as linhas Oeste e Sul do sistema de trens suburbanos.

### Operações na segunda metade do século XX

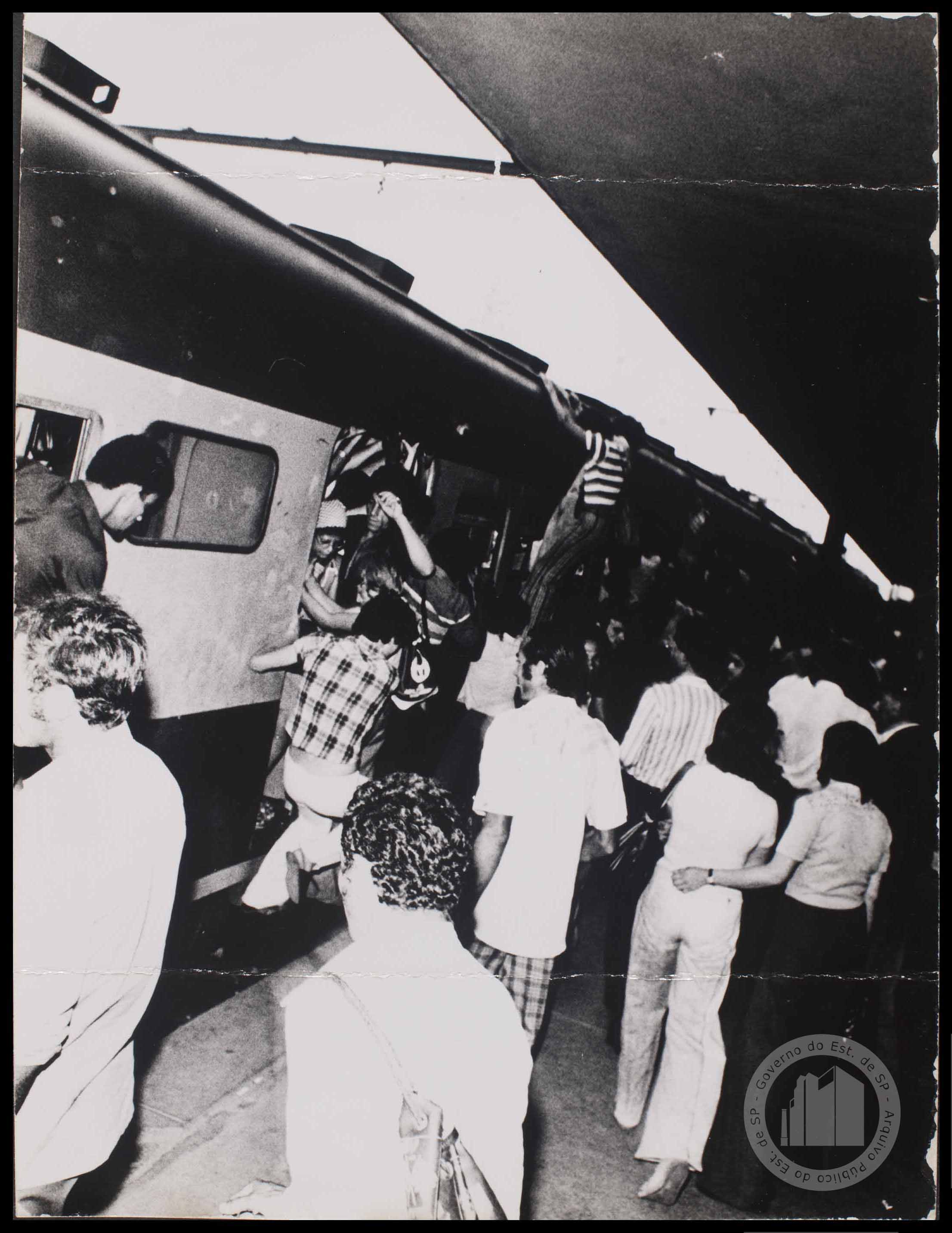
Passageiros embarcam em trem superlotado na estação de Osasco, década de 1970.

Entre 1975 e 1990, a Fepasa DRM desenvolveu um grande plano de remodelação dos trens suburbanos, transformados em "trens metropolitanos". Ainda assim, as crises econômicas prejudicaram os investimentos da Fepasa e atrasaram a implantação dos projetos.
Ao mesmo tempo, os trens suburbanos administrados pela RFFSA receberam modestos investimentos. Com isso, panes e tumultos eram frequentes, com os passageiros dos trens promovendo quebra-quebra de estações, vagões e demais instalações ferroviárias. Em 1972, durante as discussões do projeto da Linha Leste-Oeste do Metrô de São Paulo, a CMSP propôs a transferência da Linha Leste e sua conversão para metrô, sendo a proposta rejeitada pela RFFSA.
Mesmo com a transferência das linhas de subúrbio da RFFSA para a recém criada CBTU, a situação de precariedade dos trens urbanos administrados pelo governo federal alcançou o auge em 17 de fevereiro de 1987, com o acidente ferroviário de Itaquera. Causado por falta de investimentos e falhas de manutenção, o acidente matou 51 passageiros.
Em 30 de abril, o governo paulista e o Ministério dos Transportes assinaram um protocolo de intenções para a transferência da Linha Leste da CBTU para a administração do Metrô. O valor da transferência e transformação da linha em trem metropolitano tinha custo estimado de 350 milhões de dólares (quase 9 bilhões de cruzados) para o estado. As negociações duraram todo o ano de 1987, mas a falta de recursos do estado e a falta de interesse da CBTU na mera transferência impediram que o projeto fosse consumado (a CBTU propôs ao estado a gestão compartilhada de suas linhas e da Linha Leste-Oeste do Metrô por meio de um consórcio entre CBTU, RFFSA e CMSP), embora tenha sido o primeiro passo para a estadualização da rede anos mais tarde.

### Criação da CPTM e estadualização completa do sistema

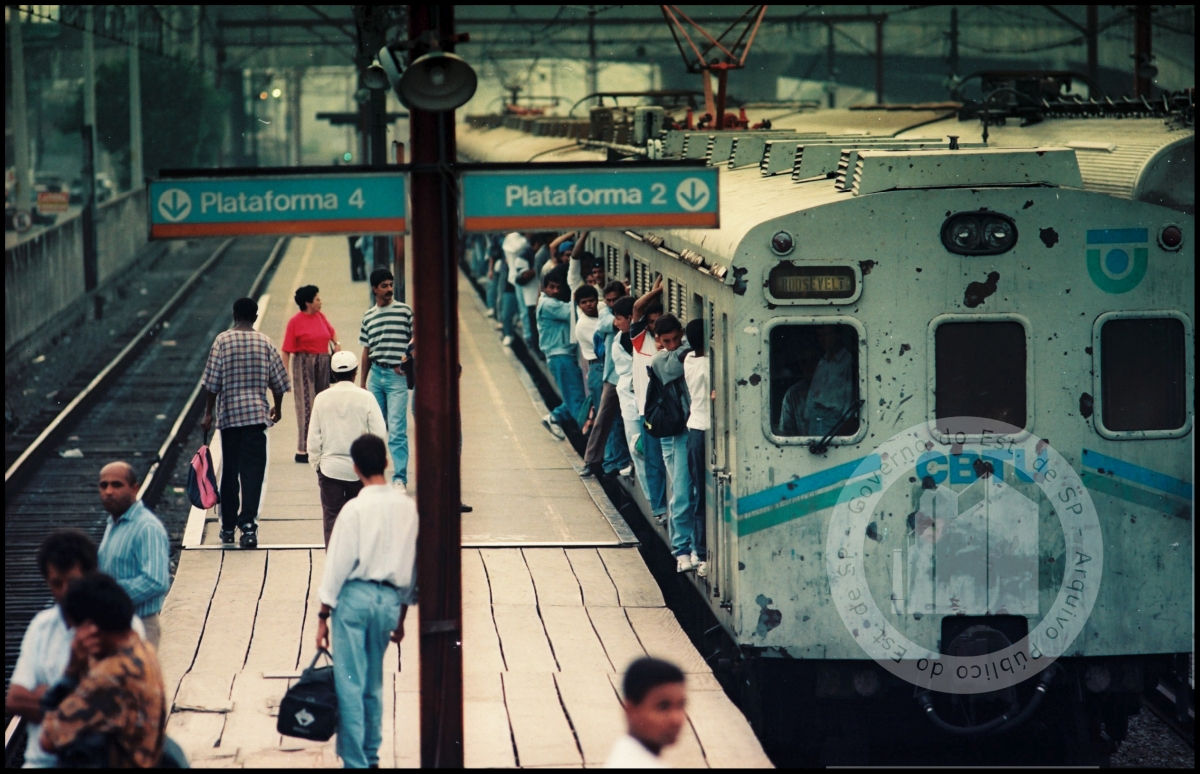
Estação Engenheiro Sebastião Gualberto da Linha Leste pouco tempo após ser assumida pela CPTM, 1994. A estação foi desativada anos depois e seu entorno passou a ser atendido pela Estação Carrão da Linha 3 do metrô.

Em 28 de maio de 1992, através da Lei nº 7.861, o governo paulista criou a Companhia Paulista de Trens Metropolitanos (CPTM), que ficaria responsável por assumir a gestão do sistema de trens suburbanos da Região Metropolitana de São Paulo em substituição à Superintendência de Trens Urbanos de São Paulo (STU/SP) da CBTU e à Fepasa DRM, de forma a assegurar a continuidade e melhoria dos serviços. O efetivo controle das linhas pertencentes a CBTU ocorreu somente no ano de 1994. Já as linhas da Fepasa foram incorporadas à CPTM em 1996, ao mesmo tempo em que a malha ferroviária de cargas da empresa era transferida para a RFFSA, sendo posteriormente privatizada com todo o sistema ferroviário da empresa ao redor do país.

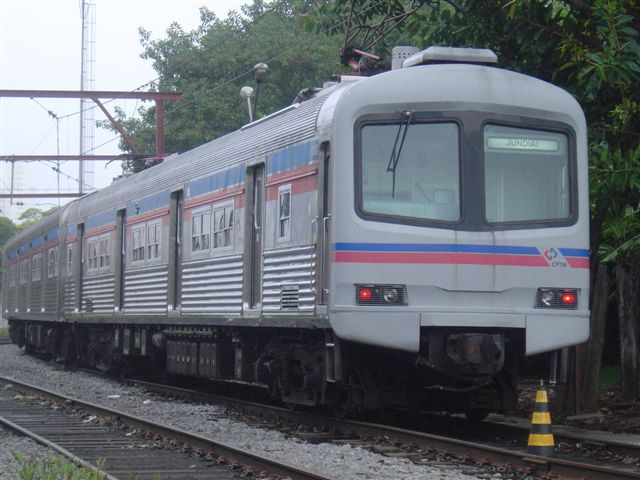
TUE Série 1100 com o primeiro esquema de cores da CPTM, 2006.

A CPTM estabeleceu uma nova comunicação visual para o sistema, com a adoção de uma pintura prateada com detalhes em azul e vermelho para os trens, substituindo o azul e verde no material rodante da CBTU e o vermelho e branco das composições da Fepasa. As linhas também ganharam uma nova denominação, substituindo as regiões por letras e cores. As linhas Noroeste, Sudeste, Leste e Variante da CBTU passaram a se chamar A–Marrom, D–Bege, E–Laranja e F–Violeta, e as linhas Oeste e Sul da Fepasa tornaram-se B–Cinza e C–Celeste.

### Expansão e modernização
No início da gestão da CPTM, a ocorrência frequente de panes, assédio contra mulheres, comércio ambulante, greves, surfe ferroviário, entre outros problemas, levaria parte dos passageiros a causarem uma série de depredações em trens e estações entre 30 de setembro e 16 de outubro de 1996, causando a interrupção dos serviços da então Linha A–Marrom por seis meses. Por ter uma malha ferroviária tão extensa e degradada, a CPTM começou a modernizar seus sistemas, investindo 1,5 bilhão de dólares na rede entre 1995 e 2004.
Em 1998, foram iniciadas as obras civis básicas da então chamada Linha G–Lilás, que havia sido planejada há anos pela Fepasa como Ramal do Campo Limpo. O trecho entre Largo Treze e Capão Redondo, na zona sul de São Paulo, envolveu a aplicação de 7 km de vias elevadas, 1 km de vias superficiais e 850 metros subterrâneos, além da construção de um pátio para manutenção e manobras em Capão Redondo. Porém, o trecho foi repassado em 2001 ao Metrô de São Paulo em troca do Expresso Leste, construído pela CMSP. O atalho entre as estações Corinthians-Itaquera e Guaianases levou a extinção do traçado da "linha tronco" que passava por dentro do distrito de Itaquera (hoje correspondente ao traçado da Avenida José Pinheiro Borges), bem como o fechamento de dezenas de estações entre Corinthians-Itaquera e Tatuapé, que poderiam causar o colapso da Linha E–Laranja por superlotação. Com o repasse, foram iniciadas as obras da Linha 5 do Metrô de São Paulo, que substituiu o projeto anterior e entrou em operação em 2002.
Em novembro de 2006, foi inaugurado em uma área contígua à Estação Brás, o prédio do Centro de Controle Operacional (CCO) da CPTM, que além dos trens metropolitanos, também gerencia a circulação dos trens de carga nos trechos em que compartilham as vias com os de passageiros. O CCO passou a ser responsável pela operação das seis linhas do sistema, que anteriormente eram comandadas de pontos distintos. Os painéis na Estação Brás continham somente o controle das linhas E–Laranja e F–Violeta. Já os controles das linhas A–Marrom, D–Bege eram feitos no Centro de Tráfego e Controle (CTC), na Luz. E por fim, as linhas B–Cinza e C–Celeste que eram controladas pelo CCO de Presidente Altino, em Osasco.

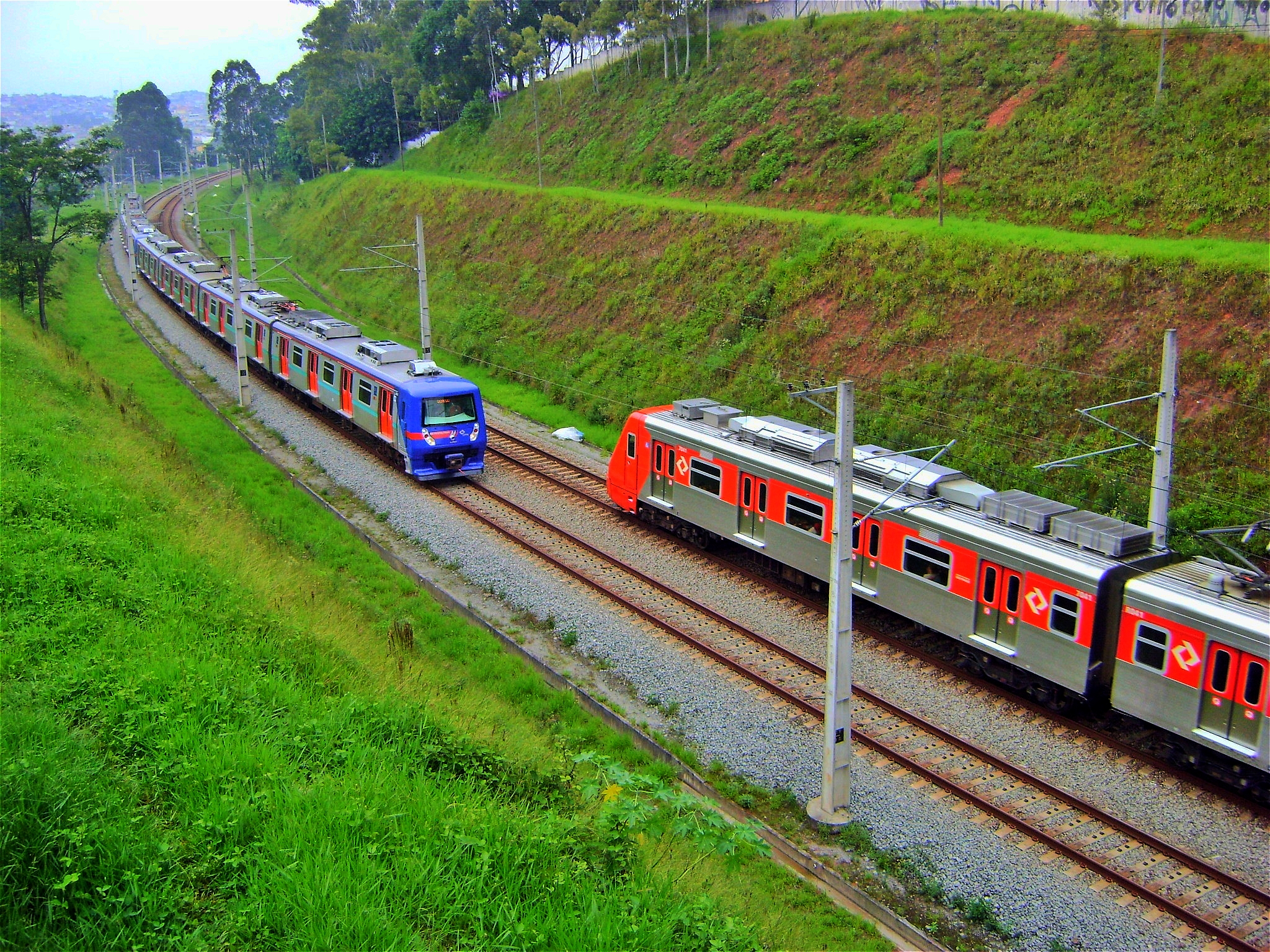
Tráfego de trens da linha 9 no distrito de Cidade Dutra, São Paulo, 2011.

Em março de 2008, a nomenclatura das linhas pertencentes ao sistema de trens foi unificada com o esquema utilizado pelo Metrô, para promover, segundo o governo estadual, "a uniformização da comunicação visual dos dois sistemas e para facilitar a locomoção e a localização dos usuários e de turistas". Foi atribuído a cada linha um número (a começar do número 7, somando-se às linhas outras seis linhas do Metrô já em operação, em construção ou em projeto) e o nome de uma pedra preciosa. Dessa forma, as linhas A–Marrom, B–Cinza, C–Celeste, D–Bege, E–Laranja e F–Violeta tornaram-se 7–Rubi, 8–Diamante, 9–Esmeralda, 10–Turquesa, 11–Coral e 12–Safira.
Em dezembro de 2013, foram iniciadas as obras do Ramal de Guarulhos, renomeado para Linha 13–Jade. A fase I foi definida com 12,2 quilômetros de extensão e três estações (Engenheiro Goulart, Guarulhos-Cecap e Aeroporto–Guarulhos), sendo parte do trajeto feita em superfície (4,3 km) e outra em elevado (7,9 km). Em 31 de março de 2018, após pouco mais de quatro anos de construção, a primeira fase da linha foi inaugurada, sendo a primeira a ser totalmente construída e operada pela CPTM.

### Concessão de linhas do sistema

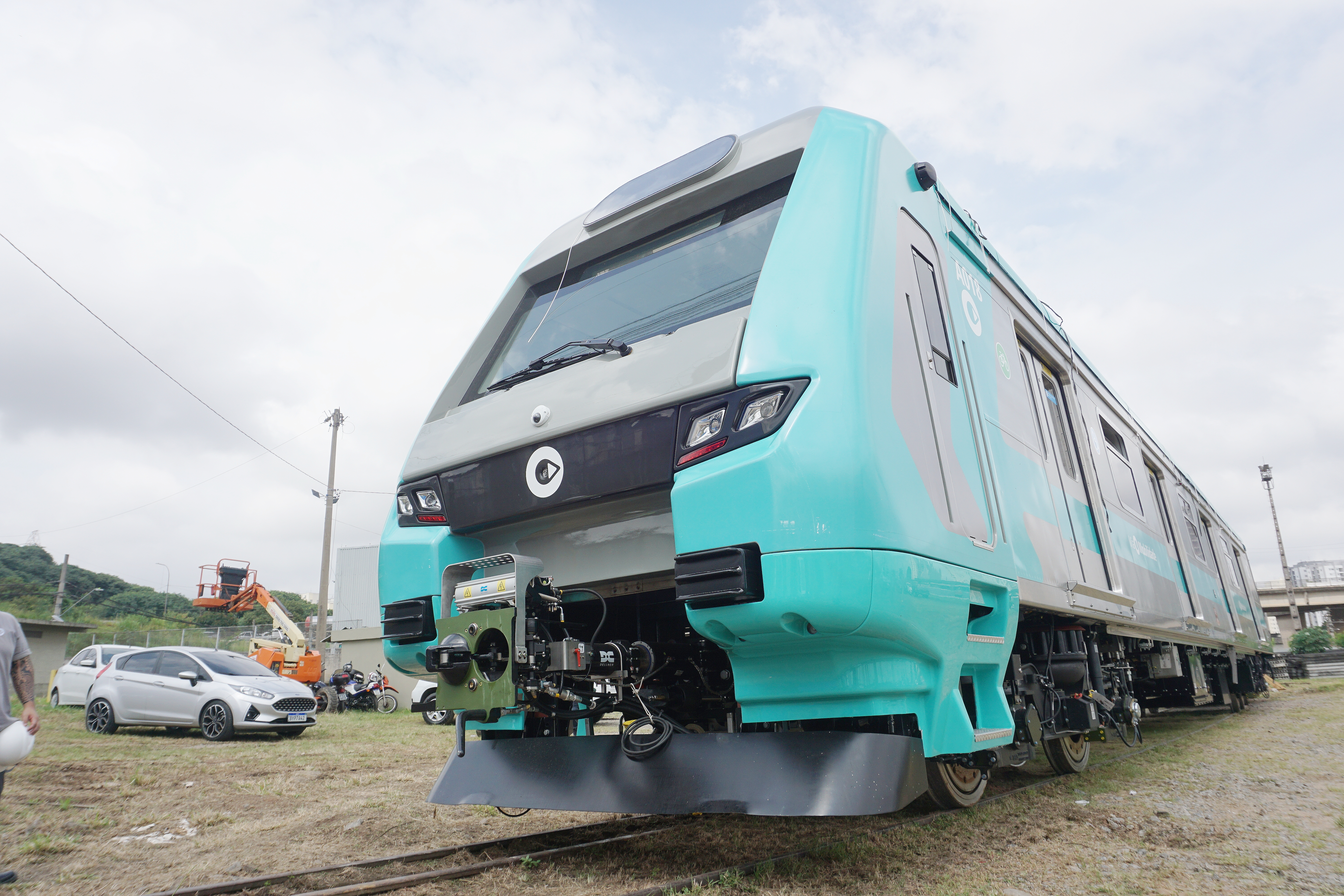
TUE Série 8900 com as cores padrão da ViaMobilidade, 2023

A primeira tentativa oficial de concessão das linhas do Trem Metropolitano para a iniciativa privada ocorreu em 1999, ainda no governo de Mário Covas, quando foi anunciada a intenção de privatização das linhas da CPTM até 2001, com a estatal mantendo apenas o trecho Barra Funda-Brás.
Em abril de 2001 o governo Geraldo Alckmin previu a concessão de quatro das seis linhas (Linhas A, B, D e F) e a fusão da CPTM com a CMSP, que passaria a operar as linhas C e E. Apesar da proposta de concessão, o governo do estado garantia o aporte de investimentos na recuperação da malha ferroviária concedida.
| “ | Nenhuma empresa vai aceitar se não for assim. O sistema não gera receita para bancar custos de operação e manutenção e investimentos. A função do estado é investir sempre, não importa se está nas mãos da iniciativa privada. | ” |
| — Claudio de Senna Frederico, então secretário estadual de Transportes Metropolitanos em entrevista para a Folha de S.Paulo, publicada em 23 de abril de 2001. | |   |

O projeto acabou arquivado. A próxima proposta de concessão das linhas partiu da empresa Triunfo Participações e Investimentos S/A, que publicou uma Manifestação de Interesse Privado (MIP) na concessão das linhas 8 e 9. A proposta da Triunfo serviu de base para a elaboração do edital de concessão das linhas 8 e 9 promovido pelo governo João Doria. Apesar das expectativas de participação de várias empresas nacionais e estrangeiras (a Triunfo, autora da MIP entrou em recuperação judicial, alegando ser um dos efeitos da Operação Lava Jato e desistiu de participar), foram apresentadas as seguintes propostas:
- ViaMobilidade Linhas 8 e 9 (Motiva e RuasInvest) – outorga de R$ 980.000.000,00
- Mobitrens (Comporte, Líder, Consbem e CAF) – outorga de R$ 787.737.800,00
- Integração (Iberica Holding e Metra) – outorga de R$ 519.500.000,00
- Itapemirim e Encalso Mobility Rail (Itapemirim e Encalso Construções) – outorga de R$ 400.000.000,00

Após a análise do estado, a proposta da ViaMobilidade foi declarada vencedora em 20 de abril de 2021, com outorga de 890 milhões de reais. O contrato de concessão das linhas 8 e 9 foi assinado em 30 de junho de 2021, e a operação foi transferida para a concessionária em 27 de janeiro de 2022.

## Sistema

### Tabela
| Linha              | Terminais                                | Observações | Comprimento (km) | Estações            |
| ------------------ | ---------------------------------------- | --- | ---------------- | ------------------- |
| 7 Rubi             | Jundiaí ↔ Brás                           | * Antigo trecho da Linha Noroeste-Sudeste da CBTU e Linha A–Marrom. - A baldeação em Francisco Morato foi extinta oficialmente em 19 de setembro de 2020. - A baldeação no Brás foi extinta em 4 de maio de 2021 com a linha operando unificada pelo Serviço 710 com a 10–Turquesa. | 62,7             | 19                  |
| 8 Diamante         | Júlio Prestes ↔ Itapevi ↔ Amador Bueno   | * Antiga Linha Oeste da Fepasa e Linha B–Cinza. - O trecho entre Itapevi e Amador Bueno é considerado uma extensão operacional, sendo necessária uma baldeação em Itapevi. | 42               | 23                  |
| 9 Esmeralda        | Osasco ↔ Varginha                        | * Antiga Linha Sul da Fepasa e Linha C–Celeste. | 37,308           | 21                  |
| 10 Turquesa        | Brás ↔ Rio Grande da Serra               | * Antigo trecho da Linha Noroeste-Sudeste da CBTU e Linha D–Bege. - A baldeação no Brás foi extinta em 4 de maio de 2021 com a linha operando unificada pelo Serviço 710 com a 7–Rubi. - Possui serviços expressos. Veja segundo quadro abaixo.                                     | 34,960           | 13                  |
| 11 Coral           | Palmeiras - Barra Funda ↔ Estudantes     | * Antiga Linha Leste (Tronco) da CBTU e Linha E–Laranja. - A baldeação em Guaianases foi extinta oficialmente em 9 de abril de 2019. | 54,327           | 17                  |
| 12 Safira          | Brás ↔ Calmon Viana                      | * Antiga Linha Variante da CBTU e Linha F–Violeta. | 38,822           | 13                  |
| 13 Jade            | Engenheiro Goulart ↔ Aeroporto–Guarulhos | * Possui serviços expressos. Veja segundo quadro abaixo. | 12,200           | 3                   |
| Total em operação: | Total em operação:                       | Total em operação: | 281.7            | 109 estações totais |

1. 1 2 3  O número de estações únicas consideram integrações apenas uma vez, enquanto o número total de estações considera a soma de todas as estações de cada linha, contabilizando mais de uma vez as estações de integração. O detalhamento está disponível na tabela do sistema. As estações de integração são: Osasco, Presidente altino, Palmeiras - Barra Funda, Luz, Brás, Tatuapé, Engenheiro Goulart e Calmon Viana.

Serviços Expressos e Auxiliares
| Linha                                                       | Terminais                                       | Comprimento (km) | Estações |
| ----------------------------------------------------------- | ----------------------------------------------- | ---------------- | -------- |
| 10 Turquesa (Expresso Linha 10/ Expresso Educação Linha 10) | Tamanduateí ↔ Prefeito Celso Daniel–Santo André | 9,278            | 3        |
| 13 Jade (Expresso Aeroporto)                                | Palmeiras Barra-Funda ↔ Aeroporto–Guarulhos     | 31,135           | 5        |

### Expansão da rede
Atualmente, uma linha terá 1 nova estação 
| Linha    | Trechos | Estações | Início das obras | Término (previsão) | Situação atual |
| -------- | ------- | -------- | ---------------- | ------------------ | -------------- |
| 11 Coral | Penha   | 1        | 2020             | 2027               | Em construção  |

#### Em fase de projeto ou desapropriações
| Linha       | Trechos                                | Situação atual |
| ----------- | -------------------------------------- | -------------- |
| 8 Diamante  | Água Branca                            | Em projeto     |
| 9 Esmeralda | Água Branca                            | Em projeto     |
| 10 Turquesa | Estação ABC                            | Em projeto     |
| 11 Coral    | Estudantes ↔ César de Sousa            | Em projeto     |
| 11 Coral    | Bom Retiro                             | Em projeto     |
| 11 Coral    | Lajeado                                | Em projeto     |
| 12 Safira   | Calmon Viana ↔ Suzano                  | Em projeto     |
| 12 Safira   | União de Vila Nova                     | Em projeto     |
| 13 Jade     | Aeroporto - Guarulhos ↔ Bonsucesso     | Em projeto     |
| 14 Ônix     | Bonsucesso ↔ Jardim Irene              | Em projeto     |
| 24 Quartzo  | Alphaville ↔ Campo Limpo               | Em projeto     |
| 25 Topázio  | Embu das Artes ↔ São Bernardo do Campo | Em projeto     |

### Frota
A frota do Trem Metropolitano de São Paulo conta com trens de 19 séries diferentes, algumas desativadas por serem mais antigas, e outras recém entregues.

### Sinalização

#### Controle de Tráfego Centralizado (1960-2010)

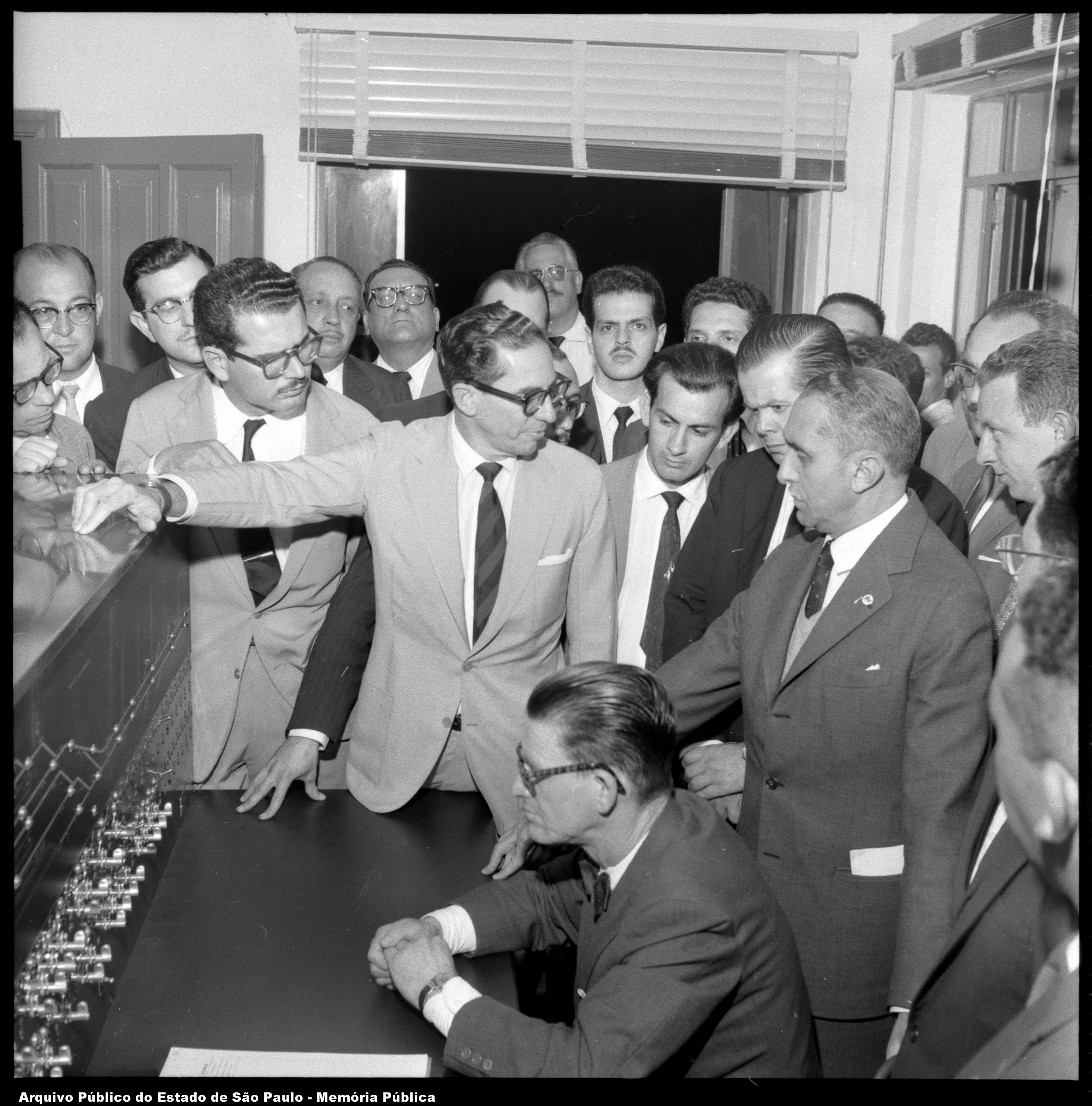
O governador de São Paulo Carvalho Pinto e o secretário de viação de São Paulo Faria Lima inauguram o CTC da E.F. Sorocabana em setembro de 1960.

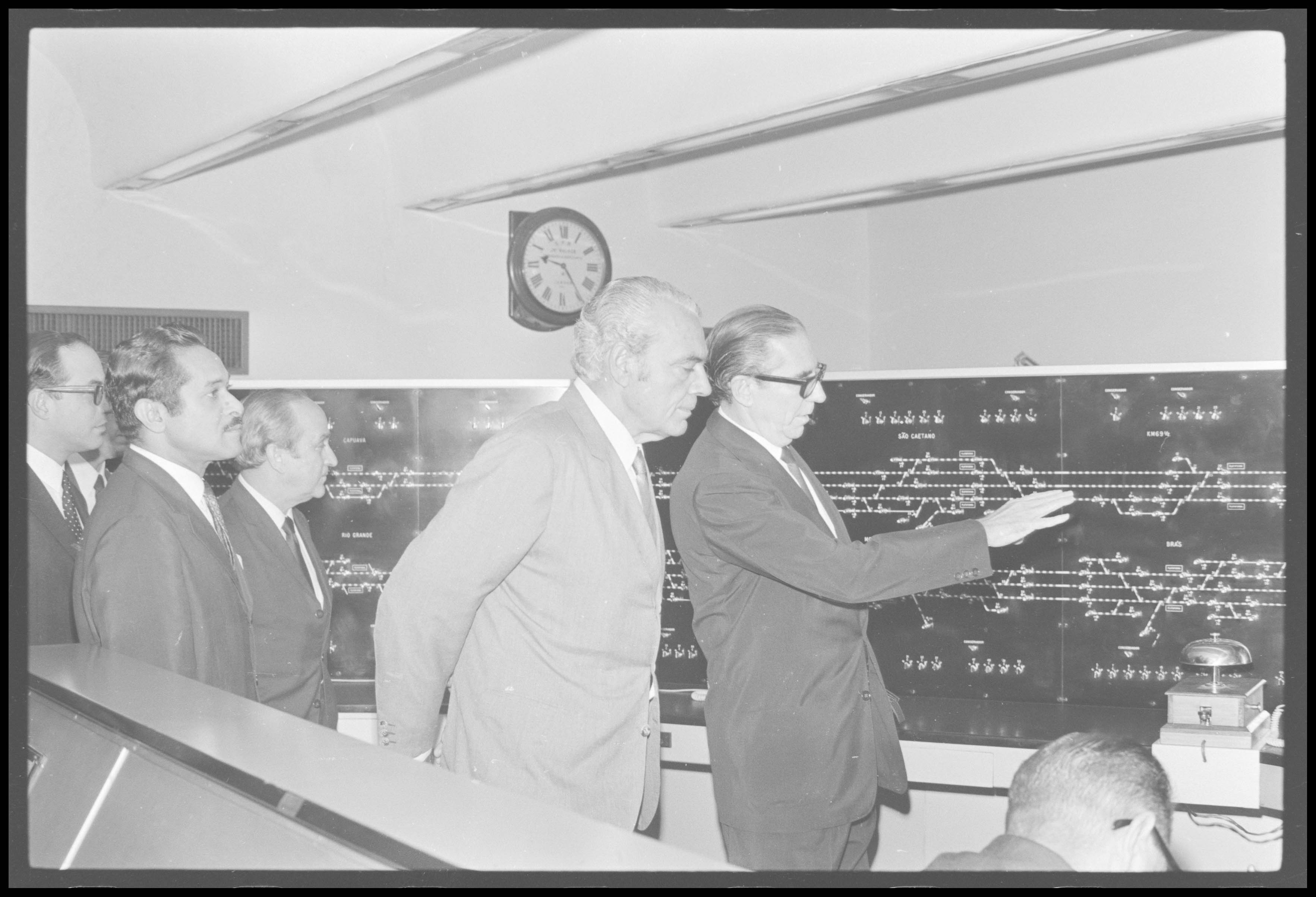
O ministro dos transportes Mário Andreazza e o secretário de transportes Paulo Maluf inauguram o CTC da E. F. Santos Jundiaí no trecho de planalto em abril de 1971.

Com o crescimento do tráfego de passageiros no período após a Segunda Guerra Mundial, as empresas ferroviárias passaram a estudar melhorias na sinalização para lidar com o tráfego cada vez maior de trens. Com a criação da Comissão Mista Brasil-Estados Unidos para o Desenvolvimento Econômico (CMBEU) em 1951, as ferrovias públicas pleitearam recursos para o recém criado BNDE visando modernizar sua malha.  
Em 1952 a Estrada de Ferro Sorocabana pleiteou empréstimos junto ao recém fundado BNDE para a modernização da estrada. Em parecer do auditor do BNDE Pércio Reis (1914-1978), foi sugerido que a Sorocabana adotasse sinalização automática (Automatic train control - ATC) no trecho entre São Paulo e Iperó (com 140 quilômetros) e o Controle de tráfego centralizado (CTC) no restante da malha da empresa. O custo estimado para a implantação do ATC era de 23 milhões de cruzeiros.
Apesar do parecer, a Sorocabana postergou o investimento em sinalização até o final da década de 1950. Em fevereiro de 1959 a Sorocabana conseguiu um empréstimo de 8,3 milhões de dólares junto ao Eximbank e destina parte desses recursos para a implantação do sistema CTC em sua malha, incluindo o trecho São Paulo – Iperó.  O equipamento foi importado da Union Switch and Signal e instalado no Brasil pela Companhia Brasileira de Sinalização, de Hélio de Almeida.
O primeiro trecho entre Julio Prestes e Barra Funda foi inaugurado pelo governador de São Paulo Carvalho Pinto em 15 de setembro de 1960. O trecho São Paulo – Iperó foi aberto em 27 de setembro de 1962.
Naquele momento os trens urbanos da Sorocabana eram os únicos controlados por um sistema de sinalização moderno para a época. O investimento feito pela Sorocabana incentivou a Central do Brasil a iniciar a implantação do CTC na Variante Poá em 1962, com sua inauguração em 1966. Em 1967 foi iniciada a instalação do CTC no trecho Engº Gualberto – Mogi das Cruzes. As obras do CTC nos trens urbanos da Central do Brasil foram concluídas em 1971. A inauguração do último trecho foi realizada em 11 de abril de 1973.
A Estrada de Ferro Santos Jundiaí havia importado equipamentos para a implantação do CTC havia muitos anos, porém só iniciou a instalação do sistema em 1962. Após a inauguração do primeiro trecho entre Santos e Piaçaguera em março de 1963, a obra foi paralisada. Em 1967 os trabalhos foram retomados pela Rede Ferroviária Federal. O CTC da ferrovia Santos Jundiaí foi concluído apenas em 29 de abril de 1971.
Mesmo com a modernização da sinalização promovida entre as décadas de 1970 e 1980, com a implantação do ATC, o CTC permaneceu em uso no Trem Metropolitano até 30 de abril de 2010 quando o último trecho (Itapevi-Amador Bueno) foi desativado após quarenta e nove anos em funcionamento.
| Itapevi – Julio Prestes   | 15 de setembro de 1960 |
| Osasco - Varginha         | 27 de setembro de 1962 |
| Luz - Francisco Morato    | 29 de abril de 1971    |
| Luz - Rio Grande da Serra | 29 de abril de 1971    |
| Luz - Estudantes          | 1971                   |
| Brás - Calmon Viana       | 1966                   |

#### Controle Automático de Trens (ATC)

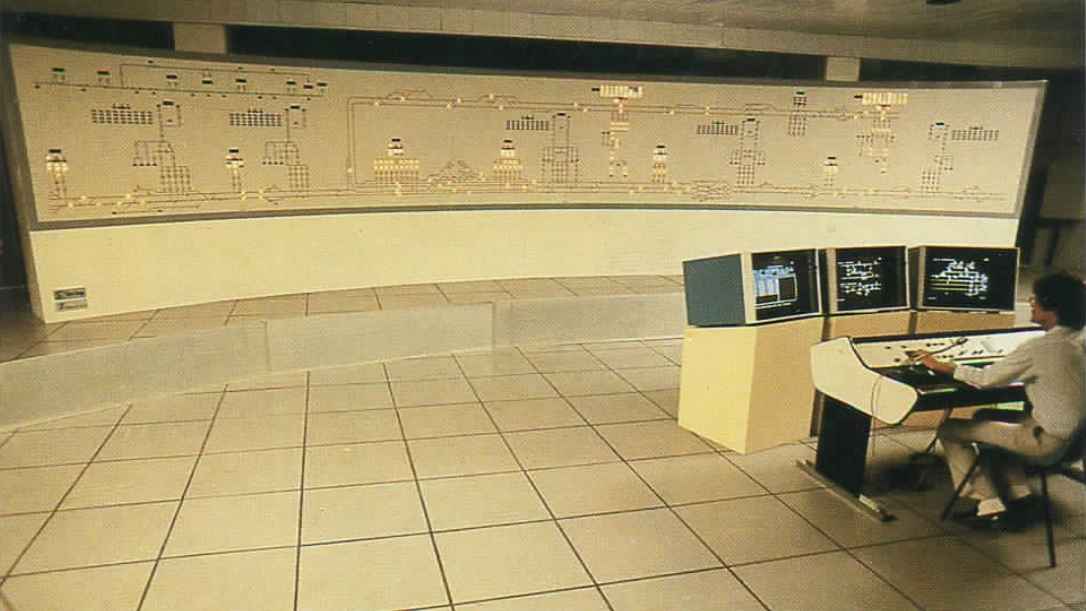
VIsta do Centro de Controle Operacional do Trem Metropolitano da Fepasa, 1985.

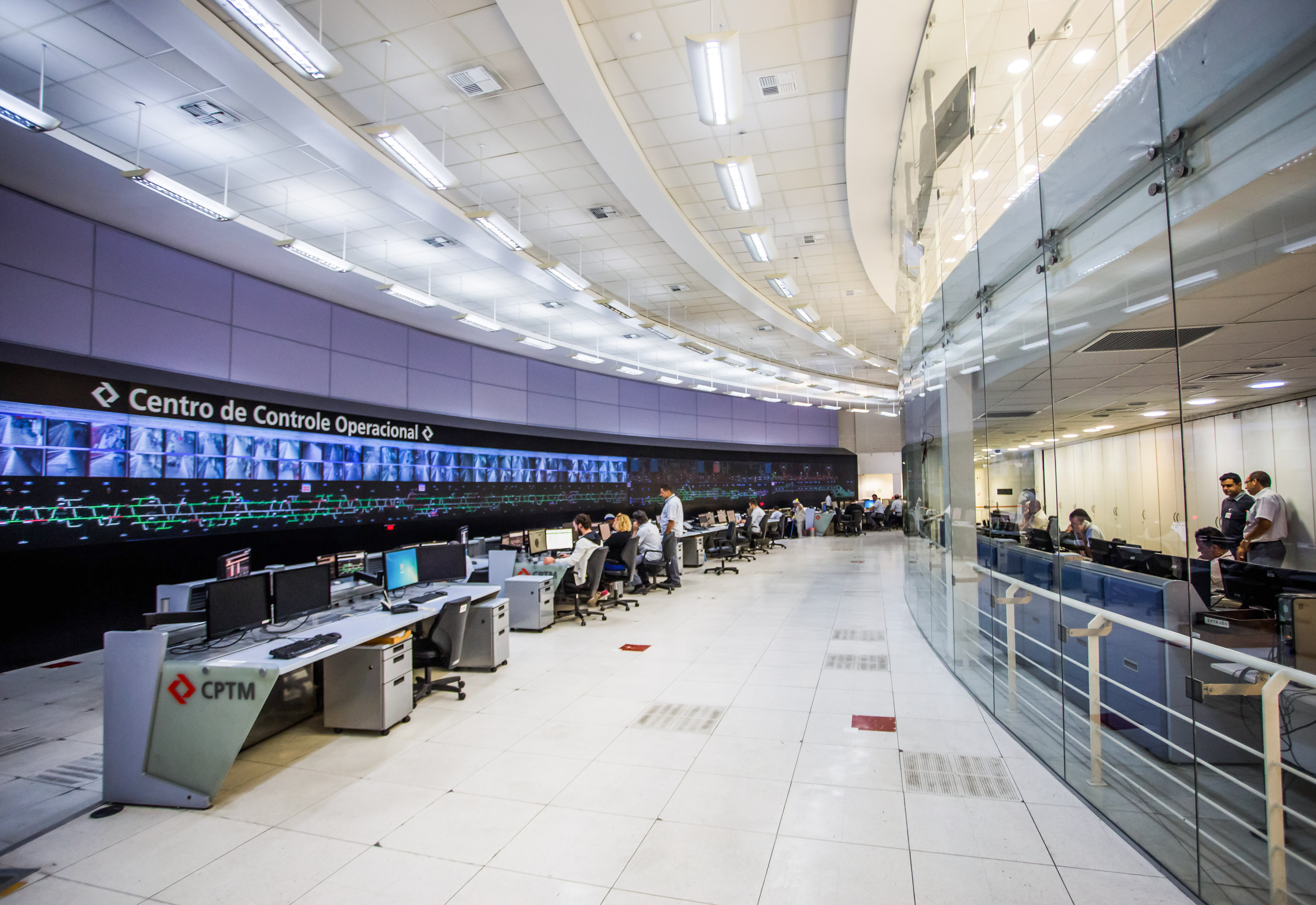
Centro de Controle Operacional do sistema, 2016

Com o crescimento do tráfego de trens e passageiros na Década de 1970, o sistema de sinalização CTC dos trens de subúrbio de São Paulo se revelou insuficiente.
Em 1975 a Fepasa (sucessora da Sorocabana) iniciou seu plano de modernização dos subúrbios e anunciou a contratação do sistema de Controle Automático de Trens (ATC) para as linhas Julio Prestes – Itapevi e Osasco – Jurubatuba por 23, 2 milhões de dólares. A Fepasa inaugurou o seu sistema de ATC em 10 de novembro de 1986, cobrindo inicialmente o trecho de 22 quilômetros entre Julio Prestes e Carapicuíba. Em abril de 1987 o sistema ATC alcançou o trecho Osasco – Pinheiros. As obras do ATC foram concluídas apenas em 1992, sendo que o trecho Itapevi – Amador Bueno permaneceu apenas com o sistema CTC até 2010, quando foi desativado e substituído pelo ATC.
Na mesma época a Rede Ferroviária Federal (sucessora das ferrovias Central do Brasil e Santos – Jundiaí) iniciou a contratação e instalação do ATC em suas linhas. Em 1979 foi aberto o primeiro trecho com ATC do Trem Metropolitano de São Paulo, entre Mogi das Cruzes e Engº Sebastião Gualberto. A instalação do ATC nas linhas da Rede prosseguiu até meados de 1983. Ainda assim, o CTC foi empregado na linha Brás – Calmon Viana até o final da Década de 2000.
A sinalização atual das linhas do Trem Metropolitano de São Paulo é dividida entre: 
- Controle Automático de Trens (ATC) - Linhas 7, 8, 9, 10, 11 e 12[72]

- Operação Automática de Trens (ATO) - Linha 13;[73] Linhas 8 (em instalação)[74], 9 (em instalação) e 12 (em instalação).[75]

- CBTC: Linhas 8 (paralisado)[76], 10 e 11 (em instalação)[77]

#### Intervalos entre trens
| Evolução do intervalo mínimo programado entre trens (em segundos) | Evolução do intervalo mínimo programado entre trens (em segundos) | Evolução do intervalo mínimo programado entre trens (em segundos) | Evolução do intervalo mínimo programado entre trens (em segundos) | Evolução do intervalo mínimo programado entre trens (em segundos) | Evolução do intervalo mínimo programado entre trens (em segundos) | Evolução do intervalo mínimo programado entre trens (em segundos) |
| Linha | 1978                                                              | 1984                                                              | 1998                                                              | 2003                                                              | 2014                                                              | 2025                                                              |
| --- | ----------------------------------------------------------------- | ----------------------------------------------------------------- | ----------------------------------------------------------------- | ----------------------------------------------------------------- | ----------------------------------------------------------------- | ----------------------------------------------------------------- |
| Itapevi – Julio Prestes | 600                                                               | 438                                                               | 360                                                               | 420                                                               | 360                                                               | 360                                                               |
| Osasco - Varginha | 600                                                               | -                                                                 | 900                                                               | 420                                                               | 420                                                               | 420                                                               |
| Luz - Francisco Morato | 600                                                               | 540                                                               | 720                                                               | 480                                                               | 360                                                               | 360                                                               |
| Luz - Rio Grande da Serra | 600                                                               | 540                                                               | 720                                                               | 480                                                               | 300                                                               | 480                                                               |
| Luz - Estudantes | 600                                                               | 510                                                               | 660                                                               | 420                                                               | 420                                                               | 420                                                               |
| Brás - Calmon Viana | 600                                                               | 510                                                               | 660                                                               | 540                                                               | 480                                                               | 480                                                               |
| Engº Goulart - Aeroporto Guarulhos |                                                                   |                                                                   |                                                                   |                                                                   |                                                                   | 900                                                               |
| Fontes: - Empresa Metropolitana de Transportes Urbanos: 1978 - Companhia Brasileira de Trens Urbanos: 1984 - Ferrovia Paulista S/A: 1985 - Companhia Paulista de Trens Metropolitanos: 1998, 2003, 2014 e 2025 - ViaMobilidade: 2025 |                                                                   |                                                                   |                                                                   |                                                                   |                                                                   |                                                                   |

| Barueri – Julio Prestes                     | 300 |
| Pinheiros – Bruno Covas - Mendes/Vila Natal | 270 |
| Brás - Mauá                                 | 360 |
| Luz - Guaianases                            | 210 |
| Brás - Itaquaquecetuba                      | 300 |

### Passageiros transportados

#### Entre 1944-1970
| Passageiros transportados nos trens de subúrbio por empresa (1944-1970) | Passageiros transportados nos trens de subúrbio por empresa (1944-1970) | Passageiros transportados nos trens de subúrbio por empresa (1944-1970) | Passageiros transportados nos trens de subúrbio por empresa (1944-1970) | Passageiros transportados nos trens de subúrbio por empresa (1944-1970) | Passageiros transportados nos trens de subúrbio por empresa (1944-1970) | Passageiros transportados nos trens de subúrbio por empresa (1944-1970) | Passageiros transportados nos trens de subúrbio por empresa (1944-1970) | Passageiros transportados nos trens de subúrbio por empresa (1944-1970) | Passageiros transportados nos trens de subúrbio por empresa (1944-1970) | Passageiros transportados nos trens de subúrbio por empresa (1944-1970) | Passageiros transportados nos trens de subúrbio por empresa (1944-1970) |
| Ano | Total                                                                   | Sorocabana (a)                                                          | Cantareira (b)                                                          | Santos- Jundiaí                                                         | Central do Brasil (c)                                                   | Ano                                                                     | Total                                                                   | Sorocabana                                                              | Cantareira                                                              | Santos- Jundiaí                                                         | Central do Brasil (c)                                                   |
| --- | ----------------------------------------------------------------------- | ----------------------------------------------------------------------- | ----------------------------------------------------------------------- | ----------------------------------------------------------------------- | ----------------------------------------------------------------------- | ----------------------------------------------------------------------- | ----------------------------------------------------------------------- | ----------------------------------------------------------------------- | ----------------------------------------------------------------------- | ----------------------------------------------------------------------- | ----------------------------------------------------------------------- |
| 1944 | 22 572 195                                                              | 2 603 573                                                               | 7 040 954                                                               | 12 927 668                                                              | n/d                                                                     | 1958                                                                    | 62 017 416                                                              | 11 471 232                                                              | 9 363 184                                                               | 41 183 000                                                              | n/d                                                                     |
| 1945 | 23 944 917                                                              | 2 575 138                                                               | 7 865 067                                                               | 13 504 712                                                              | n/d                                                                     | 1959                                                                    | 74 547 839                                                              | 16 107 000                                                              | 10 515 839                                                              | 47 925 000                                                              | n/d                                                                     |
| 1946 | 24 200 157                                                              | 3 535 761                                                               | 8 663 067                                                               | 12 001 329                                                              | n/d                                                                     | 1960                                                                    | 117 726 308                                                             | 19 268 000                                                              | 11 284 308                                                              | 46 774 000                                                              | 40 400 000                                                              |
| 1947 | 26 867 535                                                              | 4 310 306                                                               | 9 369 825                                                               | 13 187 404                                                              | n/d                                                                     | 1961                                                                    | 131 778 557                                                             | 18 784 000                                                              | 11 095 557                                                              | 51 199 000                                                              | 50 700 000                                                              |
| 1948 | 33 011 435                                                              | 4 459 216                                                               | 9 003 219                                                               | 19 549 000                                                              | n/d                                                                     | 1962                                                                    | 138 590 915                                                             | 17 317 000                                                              | 10 377 915                                                              | 52 696 000                                                              | 58 200 000                                                              |
| 1949 | 35 569 749                                                              | 6 185 000                                                               | 7 768 749                                                               | 21 616 000                                                              | n/d                                                                     | 1963                                                                    | 137 684 245                                                             | 16 329 000                                                              | 9 729 245                                                               | 49 826 000                                                              | 61 800 000                                                              |
| 1950 | 53 125 718                                                              | 7 030 000                                                               | 7 677 694                                                               | 24 086 000                                                              | 11 800 000                                                              | 1964                                                                    | 134 131 623                                                             | 18 818 000                                                              | 5 356 623                                                               | 52 857 000                                                              | 57 100 000                                                              |
| 1951 | 41 325 718                                                              | 7 606 000                                                               | 7 405 718                                                               | 26 314 000                                                              | n/d                                                                     | 1965                                                                    | 125 066 510                                                             | 20 911 000                                                              | 310 510                                                                 | 51 945 000                                                              | 51 900 000                                                              |
| 1952 | 44 704 258                                                              | 8 093 000                                                               | 7 809 258                                                               | 28 802 000                                                              | n/d                                                                     | 1966                                                                    | 123 977 000                                                             | 20 894 000                                                              | n/d                                                                     | 52 783 000                                                              | 50 300 000                                                              |
| 1953 | 48 827 751                                                              | 8 879 000                                                               | 7 366 751                                                               | 32 582 000                                                              | n/d                                                                     | 1967                                                                    | 121 618 000                                                             | 23 048 000                                                              | n/d                                                                     | 52 570 000                                                              | 46 000 000                                                              |
| 1954 | 53 878 711                                                              | 9 785 780                                                               | 6 390 931                                                               | 37 702 000                                                              | n/d                                                                     | 1968                                                                    | 78 030 000                                                              | 25 049 000                                                              | n/d                                                                     | 52 981 000                                                              | n/d                                                                     |
| 1955 | 58 993 891                                                              | 9 633 430                                                               | 6 247 461                                                               | 43 113 000                                                              | n/d                                                                     | 1969                                                                    | 77 798 000                                                              | 25 455 000                                                              | n/d                                                                     | 52 343 000                                                              | n/d                                                                     |
| 1956 | 67 298 767                                                              | 11 184 776                                                              | 8 662 991                                                               | 52 343 000                                                              | n/d                                                                     | 1970                                                                    | 78 443 000                                                              | 26 330 000                                                              | n/d                                                                     | 52 113 000                                                              | n/d                                                                     |
| 1957 | 62 463 272                                                              | 11 878 542                                                              | 8 314 730                                                               | 42 270 000                                                              | Total                                                                   | Total                                                                   | 1 998 193 487                                                           | 357 469 445                                                             | 177 619 596                                                             | 1 032 301 113                                                           | 428 200 000                                                             |
| Notas: - a - A E.F. Sorocabana passou a separar as estatísticas de passageiros por subúrbio e interior em 1944 - b - A E.F. Cantareira foi desativada em 1965 - c - N/D - Não disponível. Em alguns anuários os subúrbios da E.F.Central do Brasil estão contabilizados somando os sistemas do Rio de Janeiro, São Paulo e Belo Horizonte Fontes: - E.F. Sorocabana: 1944 1945 1946 1947 1948 1949-1953 1954 1955-1957 1958 1959-1968 1969 e 1970 - E.F. Cantareira: 1944-1965 - E.F. Santos-Jundiaí: 1944 1945 1946 1947 1948-1961 1962-19681969-1970 - E.F. Central do Brasil: 1950 e 1960-1967 |                                                                         |                                                                         |                                                                         |                                                                         |                                                                         |                                                                         |                                                                         |                                                                         |                                                                         |                                                                         |                                                                         |

#### Entre 1971-1995
| Passageiros transportados nos trens de subúrbio por empresa (1971-1995) | Passageiros transportados nos trens de subúrbio por empresa (1971-1995) | Passageiros transportados nos trens de subúrbio por empresa (1971-1995) | Passageiros transportados nos trens de subúrbio por empresa (1971-1995) | Passageiros transportados nos trens de subúrbio por empresa (1971-1995) | Passageiros transportados nos trens de subúrbio por empresa (1971-1995) | Passageiros transportados nos trens de subúrbio por empresa (1971-1995) | Passageiros transportados nos trens de subúrbio por empresa (1971-1995) |
| Ano | Fepasa                                                                  | RFFSA                                                                   | Total                                                                   | Ano                                                                     | Fepasa                                                                  | CBTU                                                                    | Total                                                                   |
| --- | ----------------------------------------------------------------------- | ----------------------------------------------------------------------- | ----------------------------------------------------------------------- | ----------------------------------------------------------------------- | ----------------------------------------------------------------------- | ----------------------------------------------------------------------- | ----------------------------------------------------------------------- |
| 1971 | 27 822 000                                                              | 50 938 000 (a)                                                          | 78 760 000                                                              | 1984                                                                    | 79 040 638                                                              | 192 800 000                                                             | 271 840 638                                                             |
| 1972 | 30 378 000                                                              | 54 493 000 (a)                                                          | 84 871 000                                                              | 1985                                                                    | 86 731 479                                                              | 213 933 000                                                             | 300 664 479                                                             |
| 1973 | 32 415 000                                                              | 98 000 000                                                              | 130 415 000                                                             | 1986                                                                    | 94 529 071                                                              | 213 536 000                                                             | 308 065 071                                                             |
| 1974 | 32 204 000                                                              | 103 000 000                                                             | 135 204 000                                                             | 1987                                                                    | 101 932 168                                                             | 217 508 000                                                             | 319 440 168                                                             |
| 1975 | 32 522 000                                                              | 91 853 000                                                              | 124 375 000                                                             | 1988                                                                    | 92 375 968                                                              | 205 502 000                                                             | 297 877 968                                                             |
| 1976 | 32 612 000                                                              | 99 200 000                                                              | 131 812 000                                                             | 1989                                                                    | 111 938 629                                                             | 216 793 000                                                             | 328 731 629                                                             |
| 1977 | 30 841 407                                                              | 110 400 000                                                             | 141 241 407                                                             | 1990                                                                    | 111 242 209                                                             | 212 014 000                                                             | 323 256 209                                                             |
| 1978 | 24 644 490                                                              | 141 300 000                                                             | 165 944 490                                                             | 1991                                                                    | 112 697 791                                                             | 230 040 000                                                             | 342 737 791                                                             |
| 1979 | 43 740 490                                                              | 146 100 000                                                             | 189 840 490                                                             | 1992                                                                    | 109 440 803                                                             | 168 155 000                                                             | 277 595 803                                                             |
| 1980 | 56 413 137                                                              | 157 200 000                                                             | 213 613 137                                                             | 1993                                                                    | 104 899 689                                                             | 154 874 000                                                             | 259 773 689                                                             |
| 1981 | 57 511 057                                                              | 155 400 000                                                             | 212 911 057                                                             | 1994                                                                    | 101 570 558                                                             | 64 500 000 (b)                                                          | 166 070 558                                                             |
| 1982 | 56 166 581                                                              | 168 300 000                                                             | 224 466 581                                                             | 1995                                                                    | 105 912 281                                                             | 149 095 719 (c)                                                         | 255 008 000                                                             |
| 1983 | 64 966 200                                                              | 190 000 000                                                             | 254 966 200                                                             | Total                                                                   | 1 734 547 646                                                           | 3 717 637 719                                                           | 5 452 185 365                                                           |
| Notas: - a - Apenas E.F. Santos a Jundiaí - b - CBTU (jan-mai) - c - CPTM Fontes: - Fepasa 1971 e RFFSA 1971-1972; Fepasa e RFFSA 1972-1976;Fepasa 1977-1995 - RFFSA 1973-1974, 1976-1984 e CBTU 1985-1994 |                                                                         |                                                                         |                                                                         |                                                                         |                                                                         |                                                                         |                                                                         |

#### CPTM (1995-2021)
A CPTM assumiu as linhas metropolitanas da CBTU em São Paulo no dia 1 de junho de 1994 e as da Fepasa em fevereiro de 1996. Entre 1994 e 2021 foram transportados:
| Movimento anual de passageiros (em milhões)                          |
|                                                                      |
| Fontes: CBTU CPTM (a) CBTU+FEPASA (b) Recorde de pass. transportados |

| Ano                                              | Passageiros          | Ano  | Passageiros     |
| ------------------------------------------------ | -------------------- | ---- | --------------- |
| 1994                                             | 84 570 442 (jun-dez) | 2008 | 541 100 000     |
| 1995                                             | 149 095 719          | 2009 | 586 300 000     |
| 1996                                             | 253 831 000          | 2010 | 642 000 000     |
| 1997                                             | 272 232 000          | 2011 | 700 200 000     |
| 1998                                             | 219 081 000          | 2012 | 764 200 000     |
| 1999                                             | 204 562 000          | 2013 | 795 400 000     |
| 2000                                             | 207 708 000          | 2014 | 832 900 000     |
| 2001                                             | 262 496 000          | 2015 | 831 400 000     |
| 2002                                             | 271 709 000          | 2016 | 819 500 000     |
| 2003                                             | 277 905 000          | 2017 | 827 700 000     |
| 2004                                             | 368 800 000          | 2018 | 863 300 000     |
| 2005                                             | 389 600 000          | 2019 | 867 700 000 (a) |
| 2006                                             | 430 200 000          | 2020 | 414 557 930     |
| 2007                                             | 465 700 000          | 2021 | 447 945 853     |
| Total 13 791 693 944                             |                      |      |                 |
| Nota: (a) - Recorde de passageiros transportados |                      |      |                 |

#### CPTM e ViaMobilidade (2022-)
| Ano                                                   | Passageiros (CPTM) | Passageiros (ViaMobilidade 8 e 9) | Total       |
| ----------------------------------------------------- | ------------------ | --------------------------------- | ----------- |
| 2022                                                  | 441 400 000        | 199 500 000                       | 640 900 000 |
| 2023                                                  | 457 400 000        | 228 700 000                       | 686 100 000 |
| 2024                                                  | 480 600 000        | 232 800 000                       | 713 400 000 |
| Fonte: Cia. do Metropolitano de São Paulo 2023, 2024. |                    |                                   |             |